# Sbirolino

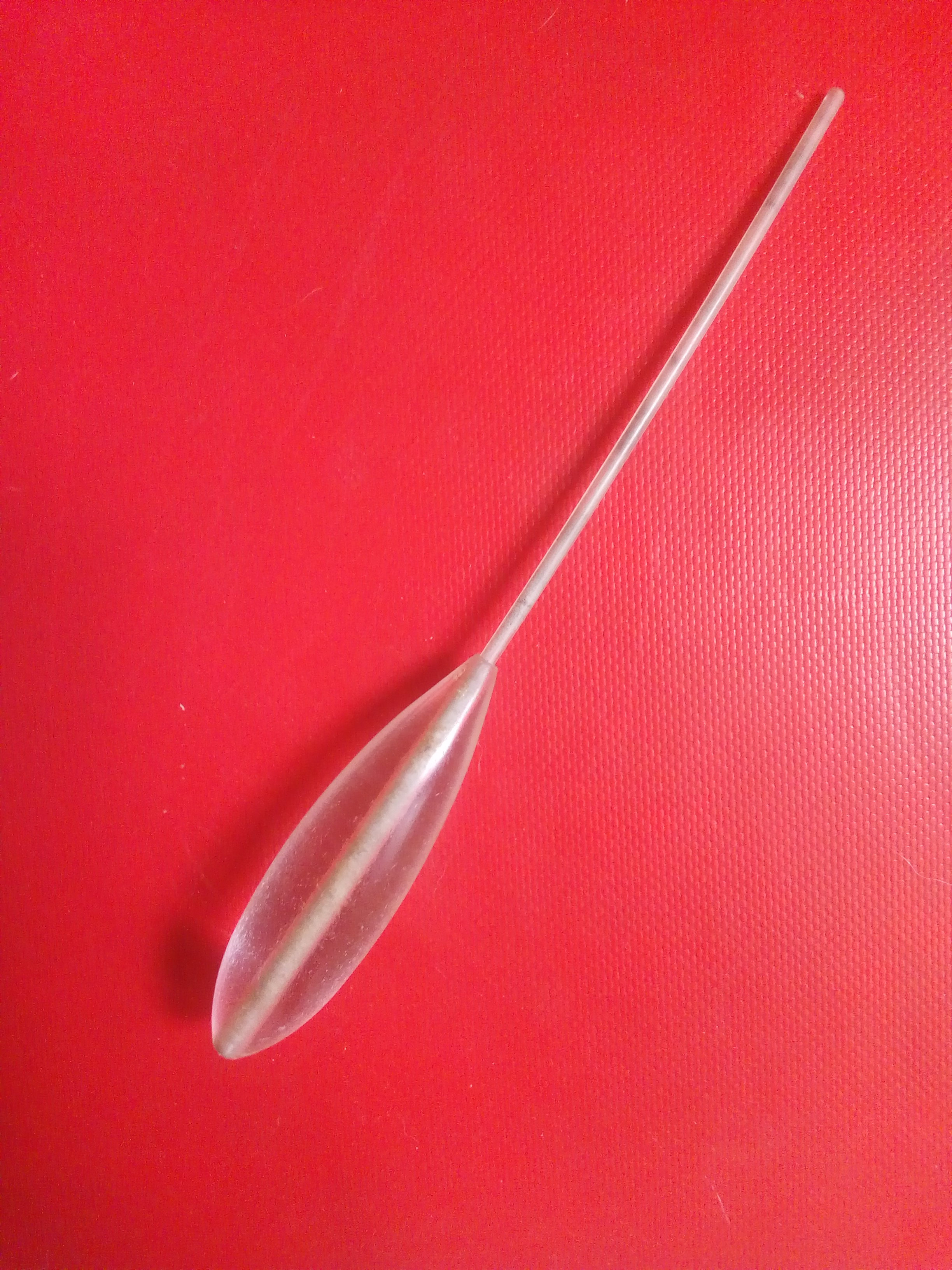
Sbirolino

Ein Sbirolino (italienisch) oder auch Spirolino (oftmaliger Gebrauch im deutschsprachigen Raum) ist ein Bestandteil einer Angelmontage und beschreibt eine Kombination aus Wurfgewicht und Pose. Der Sbirolino ist eigentlich eine Bombarde; Sbirulino war ursprünglich der Name einer Bombarde des italienischen Herstellers Ghirardelli. Dieser Name hat sich dann im deutschsprachigen Raum durchgesetzt. Der Sbirolino wird vorwiegend beim Angeln auf Forelle verwendet. Auch beim Meeresangeln auf Hornhecht oder Meerforelle kommt er oftmals zum Einsatz. Im Süßwasser benutzen Angler den Sbirolino auch bei Grundmontagen zum Zanderangeln. Dabei wird er in der Regel anstatt eines Grundbleis an die Hauptschnur montiert und ermöglicht dem Zander ein einfacheres Einsaugen des Köders. Grundsätzlich sind Sbirolinos in unterschiedlichen Gewichtsklassen erhältlich. Üblich sind die Versionen schwimmend, langsam sinkend und sinkend. Am Sbirolino steht generell eine Angabe für das Gewicht in der Luft und eine Zweite mit dem genauen Gewicht im Wasser. Der Sbirolino wird oftmals zum Angeln bei Forellenseen und Forellenteichen eingesetzt.
Der Spirolino ermöglicht weite Auswürfe von leichten Angelködern. Durch die Angeltechnik mit Spirolino können die Köder in unterschiedlichen Wassertiefen angeboten werden. Die Länge des Vorfaches beträgt dabei in der Regel ein bis zwei Meter. Die Spirolinomontage eignet sich vorwiegend zum Angeln auf Raubfische. Zu den Zielfischen im Süßwasser zählen beispielsweise Forelle, Saibling und Zander. Im Meer lassen sich damit u. a. Pollack, Makrele, Dorsch und Hornhecht überlisten.